# 住商ファイナンス
住商ファイナンス株式会社（すみしょうファイナンス）は、クレジットカードに関する事業を行っていた株式会社である。

## 概要
2004年に住友商事株式会社（住商）の子会社として住商カード株式会社が設立され、後に商号を住商ファイナンス株式会社に変更した。2008年に事業を三井住友カード株式会社に譲渡し、同年末を以てサービスを終了した。

## クレジットカード
三井住友カードと提携し、プロパーカードである「SOBLIO CARD」の外、住商のグループ会社と提携した提携カードを発行していた。

### 提携カード
- J:COMMUNITY Card （株式会社ジュピターテレコム）
- G POINT CARD （ジー・プラン株式会社）[3]
- SUMMIT VISA CARD （サミット株式会社）[4]

## 脚註
1. ↑  “⟨事業譲渡のお知らせ⟩”. 2008年9月30日閲覧。
2. ↑  “⟨各種サービス終了のお知らせ⟩”. 2009年1月11日閲覧。
3. ↑  “ポイント交換のジー・プラン 1ポイントから使えるクレジットカードを発行” (PDF). 2008年9月30日閲覧。
4. ↑  “「SUMMIT VISA CARD（サミット ビザ カード）」新規発行のお知らせ”. 2008年9月30日閲覧。